# 浪江町
浪江町（日语：／ Namie machi */?）是位于福島縣双葉郡的一町。它位於發生核輻射洩漏的福島第一核電廠二十公里範圍內。自2011年福島核災撤離後已無人居住，人口數為0。2017年4月1日起，近浪江站附近範圍解除了「歸還困難區域」限制，少部份居民開始回歸，至2020年1月的統計，町內人口約為1,100人，比起事故前有近20,000人口仍相距甚遠。而事實上，現時仍有超過八成的範圍仍被劃為「歸還困難區域」，居民不可以在範圍內逗留或住宿。

## 友好城市
- 中国江苏省兴化市（1996年4月17日缔结）